# نوروود جنوبی

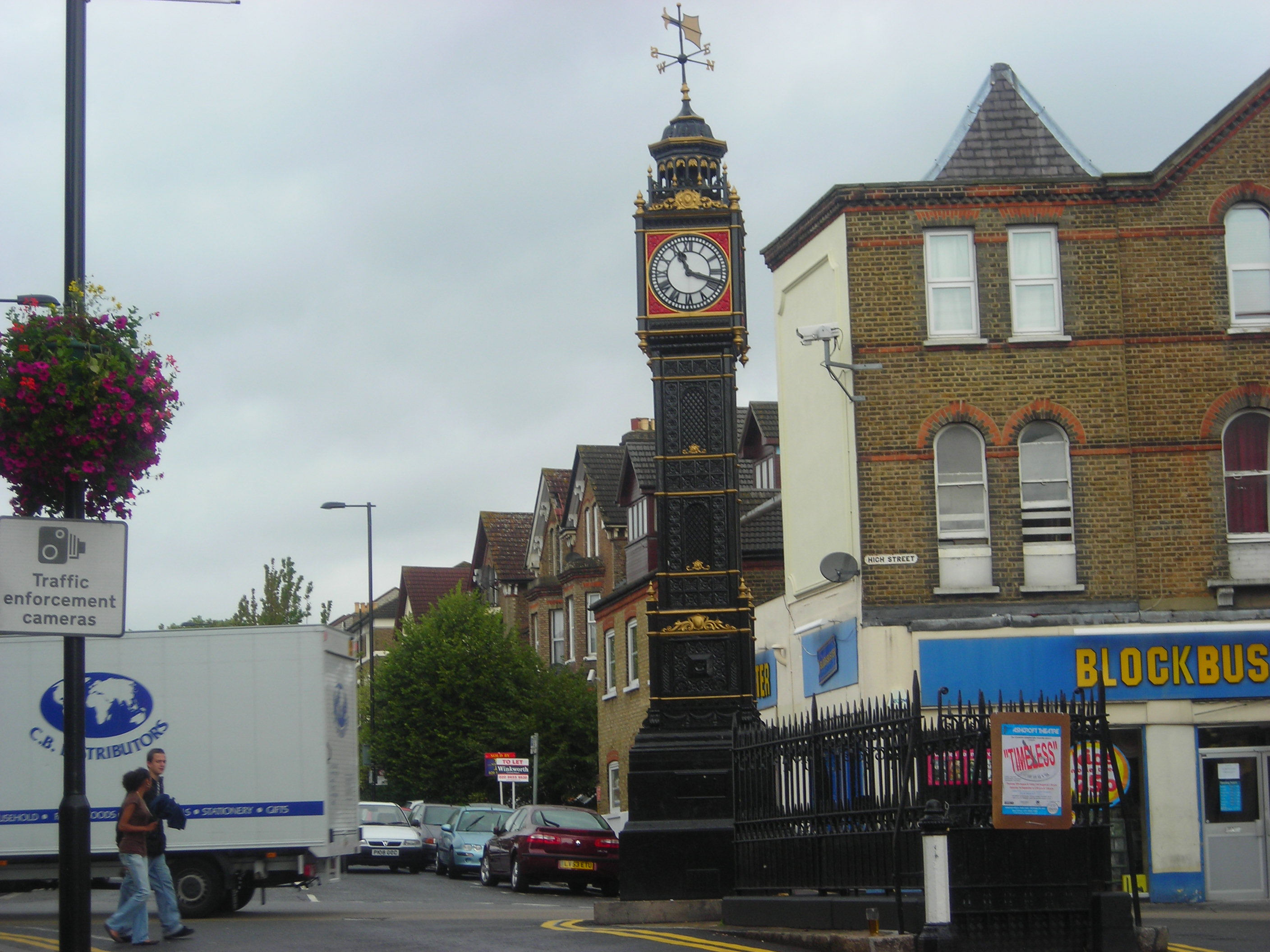
برج ساعت نوروود جنوبی

نوروود جنوبی (به انگلیسی: South Norwood) یک منطقهٔ شهری واقع در لندن جنوبی، انگلستان است. این منطقه از سمت شمال با آنرلی، از جنوب با شلهورت، از شرق با وودساید، از غرب با تورنتون هیت، از شمال شرقی با المرز پایانی، از شمال غربی با نوروود بالایی، از جنوب شرقی با کرویدون و از سمت جنوب غربی با بیدنگتون همسایه است و مرز دارد.